# ベレッタAPX
ベレッタAPX（Beretta APX）は、イタリアのベレッタ社が開発した自動拳銃である。

## 概要
ベレッタ社が、2015年2月アラブ首長国連邦のアブダビで行われた兵器見本市 IDEX 2015 において発表した。APXは「Advanced Pistol X」の頭文字でモジュール式により口径とフレームサイズを変更できる。
撃発方式はストライカー式、フレームはポリマーでスライドにステンレス鋼を使用、ピカティニー・レールを装備している。作動方式は、ショートリコイルのティルトバレル式を採用している。
人間工学に基づく設計がされ、グリップ(銃把)のバックストラップは交換可能、安全装置はファイアリングピンブロックシステムとトリガーセーフーティの二つ、スライドストップとマガジンキャッチは左右両側で操作可能（アンビデクストラウス）になっている。
日本では、陸上自衛隊における9mm拳銃（ミネベアミツミ製SIG SAUER P220）の後継候補の一つとして数丁を取得し審査が行われていたが、性能および価格面の差によりH&K VP9に敗退し正式に調達されなかった。

## 派生型
APXセンチュリオン
フレーム、スライド、銃身が短い型
APXコンパクト
サブコンパクト型
APXキャリー
コンシールド（秘匿携行）用で銃身は3in、弾倉は単列式（シングルカラム式）で6発と8発(延長弾倉)になっている。

## 採用国
ポーランド
ポーランド警察が9mmパラベラム弾モデルを採用